# 小行星7491
小行星7491（英語：7491 Linzerag）是一颗围绕太阳公转的小行星。1995年9月23日，Osservatorio San Vittore在博洛尼亚发现了此天体。
这颗小行星的绝对星等为126.1648566017478等。